# 振聴
振聴（振り聴、フリテン）とは、日本の麻雀において、自分の捨牌にアガリ形をなす牌が含まれているテンパイのこと、あるいはそのような状態のことである。自分で自分のあがり牌を切ってしまっている状態の時、現在一般的なアリアリルールでは、「ツモ和了はできるがロン和了はできなくなる」という制約がかかる。リーチ後のフリテンと同巡内フリテンでも同様である。

## 捨て牌によるフリテン
通常、フリテンとは自分で自分の和了牌を捨てている状態を指す。より厳密な定義は「テンパイしているが、和了牌が1種類でも自分の捨て牌に含まれている状態」である。フリテンの場合、取りうる選択肢は主に以下の3つである。
- ロン和了できないので、フリテンの形を嫌ってテンパイを崩す。
- ツモ和了であれば可能なので、そのままテンパイをとる。さらに、待ちが広い・有効な手変わりがないなど、状況によってはフリテン立直を敢行することもある。
- いったんテンパイをとるが、ロン和了可能な形への手変わりを待つ。

高目追求のために敢えて自らフリテンの状態にするケースもある。特に点棒状況などに縛り（＝条件）がある時は、和了形から1牌切ってフリテンリーチを打つのもひとつの戦略である。

### よくあるフリテンの牌姿例
（例）単純なフリテン
捨て牌 
既に待ち牌のひとつであるを捨ててしまっている。このままでは、だけでなく自分の捨て牌にはないでもロン和了はできない。ただし、やをツモれば和了ることができる。
（例）一飜縛りに絡むフリテン
捨て牌 
待ちはのエントツ形三門張だが、なら三色同順・混全帯么九、なら三色同順・混全帯么九・役牌といった役があるが、唯一役がないを引いてしまい、やむを得ずツモ切った牌姿である。役なしになる牌であってもフリテンは適用されるため、このあとやが切られてもロン和了はできない。無論やのツモ和了ならば和了可能である。

（例）手なりで自然にできてしまったフリテン
1巡目       一番いらなそうなを第一打としたが……
2巡目    
3巡目    
4巡目    
5巡目    
この時点での河 
とのくっつきテンパイから、唯一難のあるを引いてテンパイ。このままのどちらかを切ってテンパイに取れば、の三門張ではあるがフリテンとなるため、テンパイを取らずを切るなどの選択肢も考えられる。

（例）高目追求で敢えてフリテンにするケース - 南4局/東家/ドラは無関係の字牌/オーラスでトップと2万点差の2着目
| （南4局）   | 西家 50000点       |              |
| 北家 5000点 |                    | 南家 15000点 |
|             | 東家(自分) 30000点 |              |

一手変わりで純チャン三色になるため、引きを見込んで役なしのままテンパイに取っていたが、その後まもなく、
  ツモ
和了牌であるを引いてしまった。倒牌すればツモのみの500オールで連荘できるが、これではトップとの点差はほとんど変わらない。しかし、ここからを切ってリーチすれば下の形、
この形でをツモることができれば、メンピンツモ純チャン三色で8000オールの和了になり、一挙にトップを逆転できる。
なお、以上に挙げた数例はそれぞれあくまで典型例にすぎない。どのような手順でどのような形のフリテンになるかはそれこそ無数のパターンがある。（立直#振聴立直にも一例が挙げられているので参照のこと）

## リーチ後のフリテン
一般的なアリアリルールでは、リーチをかけている状態で他のプレイヤーが捨てた和了牌を見逃した（ロン和了できるのにしなかった）場合、フリテンと同じ扱いになる。これをリーチ後のフリテンという。なお、リーチをかけている状態で和了牌をツモ切りした場合も当然フリテンとなる。リーチ後のフリテンになった場合、通常のフリテンと同じく、ツモ和了はできるがロン和了はできなくなる。

### 具体例
右例では、西家は6巡目にリーチを掛けている。待ちはの五門張であるが、であれば高目のタンピン三色になる。ここで、西家は8巡目に南家が切った安目のを見逃しており、以降はロン和了ができずツモで和了るしかない状況となっている。
仮にこので和了っていた場合、メンピン赤1で裏ドラが乗らないと3900点にとどまるが、見逃し後にをツモ和了した場合は、メンタンピンツモ三色赤1の跳満（12000点）となり、さらに裏ドラが1つでも乗れば倍満となる。また、三色にならないのツモ和了でも満貫以上となり、でロン和了するより格段の収入を見込める。そもそも、五門張で待ちが広くツモ和了できる可能性は高いので、最安目のを見逃して高目のツモ和了を狙うことは決してありえない戦略ではない。
ただし、を見逃したことにより、以降はロン和了することができないので、実際10巡目に東家がを切り、9巡目と10巡目に北家がとを切っているが、これらの当たり牌にはロンを宣言することができない。もし仮にロンを宣言してしまった場合はチョンボとなる。

### リーチ後の見逃しの可否
ルールによっては、リーチ後の見逃し自体が禁止されていることがある。リーチ後の見逃し禁止のルールでは、リーチを掛けた以上、安目であろうが何であろうが、当たり牌が出たらロン和了するしかない。リーチ後の見逃し禁止・フリテン立直の禁止はおもに完先ルールに多いが、場合によってはアリアリルールでも禁止されていることがあるので注意が必要である。（詳細は「見逃し_(麻雀)#ルールに抵触する見逃し」を参照）

## 同巡内フリテン
テンパイしているがリーチをかけていないダマテンあるいは副露してテンパイしている状態で、他のプレイヤーが捨てた和了牌を見逃した場合、次の自分のツモ番を経るまでのあいだ、一時的にフリテンと同じ状態になる。これを同巡内フリテン（どうじゅんないフリテン）と言う。同巡内フリテンの状態でロン和了はできない。ただし、次の自分のツモを経た後であれば、同巡内フリテンは解消される。

### 具体例
右例では、西家は九蓮宝燈をテンパイしている。待ちはであるが、九蓮宝燈となるのはのみである。そこで、安目の牌を見逃せるようダマテンにしていたところ、北家がを切ったのでこれを見逃した。これにより西家は、次巡の自ヅモを経るまでのあいだロン和了ができなくなる。図ではこの後東家の打牌を経て、南家がを切ったが、同巡内フリテンにより西家はこのにロンを宣言することができない（南家は北家のに助けられた格好である）。

### 同巡内の定義
同巡内の定義は、「次の自分の摸打を経るまで」とするのが一般的である。
仮に右例南家のを北家がポンするなどして西家のツモ番が飛ばされた場合、見かけの上では西家のツモ番を経たように見えるが、実際には西家は見逃し後1回もツモっていないため、西家の同巡内フリテンは継続している。したがって、例えば北家のポンの直後、西家の次のツモを経る前に、4枚目のを含め西家の和了牌が場に切られたとしても、同巡内フリテンの継続により西家はこれら和了牌に対しロンを宣言することができない。

### 同巡内でもツモ和了なら可
一般的なアリアリルールでは、見逃した直後のツモ番で和了牌を引いた場合、ツモ和了することが可能である。しかし地方のルールや一部の古いルールでは、見逃した直後のツモ番までを同巡内とみなし、ツモ和了であっても和了を認めないルールになっていることがある。これら定義揺れについては次節で改めて一覧する。

### 自分が副露した場合も解消
同巡内フリテンは、自分の次巡のツモだけでなく、自分のポン・チー・カンによっても解消される。
例えば、上例での見逃しにより同巡内フリテンが発生した後、南家が切ったをチーしてを打牌し、下図のようなテンパイ形に受け変えれば、自分のツモを経ていなくても同巡内フリテンは解消される。
待ち（ただし、そもそも九蓮宝燈を狙って見逃しをしたのにそれを崩してこのような待ち変えをすることは現実的には考えにくい）。
副露による同巡内フリテンの解消は、あくまで自分が副露した場合に限る。前々節で述べた通り、他家の副露によって自分のツモ番が飛ばされた場合は、依然として同巡内フリテンの状態は継続される。

## フリテンの定義揺れ
現在広く遊ばれているアリアリ麻雀では、前述の通り「和了形を構成しうる牌が1種類でも自分の捨て牌に含まれている場合」をフリテンとし、「フリテン状態のロン和了は不可、ただしツモ和了は可」という制約になっているのが一般的である。ただし、フリテンの定義と制約には時代や地域によって微妙に揺れがあり、以下のようなバリエーションが見られる。アリアリではないルールで遊ぶ場合や、年輩の打ち手・地方出身の打ち手と初手合わせする場合などは、他の細目なども含め事前に確認しておいたほうがよい。
- 前述の通り、同巡内フリテンになっている場合に、その巡目ではツモ和了も不可とすることがある。打牌した後はロン和了もツモ和了も可能。通常はツモ和了であればフリテンは問われないが、地方によっては同巡の定義に差がある。
- 前述の通り、ルールによってはフリテンのリーチを禁止している場合がある。このルールを採用している場合、見逃しによるリーチ後のフリテンはフリテンリーチと同義とみなされ、ツモ和了であってもチョンボになる。
- フリテンは一切不可とすることもある。この規定ではフリテンはテンパイとして扱われず、ノーテン罰符の対象となる。ナシナシ麻雀、リーチ縛りなどで採用される。
- 現物のみロン和了り不可、現物でない種類の牌でのロン和了は可。アルシーアル麻雀、ブー麻雀、東天紅などで採用されることがある。
- 現物及びその筋の待ち牌はロン和了り不可、筋に含まれない待ち牌のロン和了は可。つまり、2223456の1-4-7-3-6待ちで1をフリテンしていた時、1-4-7の筋ではロン和了できないが、3-6の筋ではロン和了できる[5]。複合待ちの時にのみ適用される過渡的なルールで、現在は採用されない。
- 制約なし。放銃一家包がない時代のルールで、現在の日本の一般的な麻雀で採用されることはほぼない。ただし中国麻雀など日本以外では現在も制約なしが一般的である。
- 101競技連盟では、加槓した牌に対してフリテンが適用される。例えばを加槓した状態で待ちをロン和了した場合、八筒の加槓に対してフリテンが適用され、チョンボを取られることになる。加槓は捨て牌に準ずる性質があるとみなす、という考え方からこのようなルールが採用されている[6]。

## 歴史
フリテンというルールは本家中国麻雀にはない日本独自のルールであるが、その発祥は古く、放銃一家包のルールが形成されたあとの昭和初期にまで遡る。当初は現物のみがフリテンの対象とされたが、現物そのものだけでなくその筋牌のロン和了も禁止するようになり、徐々に現在一般的な定義に移行していった。また、「そもそも放銃一家包というルールは日本人的な発想から生まれたルールで」、その帰結のひとつとして「狙い撃ちのダーティプレーを避けるためにフリテンというルールが登場した」と紹介している資料もある。なお、過渡的なフリテンの定義を継続採用しているケースもわずかに現存し、九州地方・関西地方のごく一部のルールおよびブー麻雀でも「現物以外ならロン和了可能」という扱いになっていることがある。とはいえ関東式のフリー雀荘やオンライン麻雀では、アリアリルールにおけるフリテンの定義でほぼ統一されている。